# Ceuthomantis cavernibardus
Ceuthomantis cavernibardus é uma espécie de anfíbio da família Craugastoridae. Pode ser encontrada na Venezuela, na Sierra de Tapirapecó, e no Brasil, no estado de Roraima.